# 清暑益気湯
清暑益気湯(せいしょえっきとう)は、漢方薬の一つ。夏負けや夏やせに用いるもので、夏の暑さで弱った胃腸を丈夫にし、体力の回復を助ける働きがあり、暑さに弱い人で、倦怠感や食欲不振、軟便や下痢をともなうときに適する。補中益気湯の処方を変化させたものと言われる。

## 構成生薬
- 人参
- 白朮[1]
- 麦門冬
- 陳皮
- 黄耆
- 黄柏
- 当帰
- 五味子
- 甘草